# Râul Viișoara
Râul Viișoara este un mic curs de apă, afluent al râului Prahova

## Hărți
- Harta județului Prahova